# Kumasi Metropolitan District
Der Kumasi Metropolitan District ist einer von 138 Distrikten in Ghana. Wegen seiner städtischen Struktur gehört er zu den wenigen Distrikten mit der Kennzeichnung metropolitan. Er ist im Zentrum des Landes in der Ashanti Region gelegen und dort einer von nur zwei Metropolitan Distrikten von insgesamt 21 regionalen Distrikten. 
Der Kumasi Metropolitan District grenzt an die Distrikte Atwima Nwabiagya, Ejisu-Juaben, Botsomtwe/Atwima/Kwanhuma und Kwabre. Chief Executive des 299 km² großen Distrikts mit ca. 1.171.311 Einwohnern ist Patricia Appiaegyei mit Sitz in der Distrikthauptstadt Kumasi.

## Politik
Der Kumasi Metropolitan District ist der einzige Distrikt der Ashanti Region, in dem eine Frau – Patricia Appiaegyei – das höchste Amt des Chief Executive innehat.

## Wirtschaft
Aufgrund der städtischen Struktur des Distriktes spielt die Landwirtschaft eine untergeordnete Rolle im Distrikt. Lediglich in den Grenzbereichen zu den Nachbardistrikten wird Landwirtschaft für den Bedarf an Frischwaren für Kumasi und dessen Vororte betrieben.
Die Industrie trägt mit 30 Prozent zum Bruttoinlandsprodukt des Distriktes bei. Hier sind Unternehmen zur Herstellung von pharmazeutischen Produkten, Brauereien und Textilbetriebe ansässig.
Kleine Produktionsbetriebe stellen Schuhwaren, Kosmetik, Seifen, Möbel, Spielzeug und Metallprodukte her. 50 Prozent der zur Verfügung stehenden Arbeitskräfte sind in der holzverarbeitenden Industrie beschäftigt.
Eigene Rohstoffabbaugebiete stehen dem Distrikt nicht zur Verfügung. Baumaterialien und andere Rohstoffe für die Industrien werden aus den umliegenden Distrikten angeliefert.
Der Dienstleistungssektor erwirtschaftet 60 Prozent des Bruttoinlandproduktes. Der zentrale Markt in Kumasi ist der größte Einzelmarkt im ganzen Land. Allein in Kumasi sind 20 Märkte täglich für die Bevölkerung geöffnet.

## Wahlkreise
Der Kumasi Metropolitan District ist in elf Wahlkreise unterteilt, von denen 10 an Mitglieder der New Patriotic Party (NPP) und einer an den National Democratic Congress (NDC) gingen:
- Isaac Kwame Asiamah (NPP) für den Wahlkreis Atwima-Mponua
- Kwame Addo Kufuor (NPP) für den Wahlkreis Manhyia
- Richard Winfred Anane (NPP) für den Wahlkreis Nhyiaeso; amtierender Minister für Straßenverkehr im Kabinett von John Agyekum Kufuor
- Alhaji Muntaka Mubarak (NDC) für den Wahlkreis Asawase
- Cecilia Abena Dapaah (NPP) für den Wahlkreis Bantama
- Anthony Akoto Osei (NPP) für den Wahlkreis Old Tafo
- Elizabeth Agyeman (NPP) für den Wahlkreis Oforikrom
- Josephine Hilda Addoh (NPP) für den Wahlkreis Kwadaso
- Maxwell Kofi Jumah (NPP) für den Wahlkreis Asokwa
- Osei Kyei-Mensah-Bonsu (NPP) für den Wahlkreis Suame
- Sampson Kwaku Boafo (NPP) für den Wahlkreis Subin; Staatsminister für Kultur und Angelegenheiten der Häuptlinge im Kabinett von John Agyekum Kufuor

## Wichtige Ortschaften
| - Kumasi - Ashanti Newtown - New Tafo - Asawasi - Atonsu-Agogo - Breman - Amakom | - Oforikrom - Pankrono - Aboabo - Ayigya - Ahinsan - Kwadaso Nsuom - Buokrom | - Dichemso - Tarkwa Maaro - Asokwa - Asafo - New Suame |